# مقتل شاني لوك
في 7 أكتوبر 2023، أثناء هجوم مهرجان رعيم الموسيقي، قُتلت شاني نيكول لوك (العبرية: שני ניקול לוק)، وهي فنانة وشم ومؤثرة ألمانية إسرائيلية تبلغ من العمر 22 عامًا. وبعد وقت قصير من الهجوم، انتشر مقطع فيديو يظهر جثتها وهي معروضة في شوارع غزة من قبل مسلحين من حماس في الجزء الخلفي من شاحنة صغيرة. ووصفه خبراء الأمن والمعلقون بأنه دعاية حماس على وسائل التواصل الاجتماعي، وأصبح أحد أول مقاطع الفيديو المنتشرة على نطاق واسع في حرب غزة. وأصبحت الصور رمزاً لسلوك المسلحين تجاه المدنيين في الهجوم الذي قادته حماس على إسرائيل عام 2023 المعروف باسم عملية طوفان الأقصى.
ولفتت عائلة لوك الانتباه إلى قضيتها، حيث قالت والدتها ريكاردا إنها تلقت معلومات تفيد بأن لوك على قيد الحياة وأنها في أحد مستشفيات غزة. وناشدت الحكومة الألمانية وتلقت ردودًا من كبار المسؤولين الألمان. اعتبرت السلطات الألمانية أن لوك كانت من بين مواطنيها الذين أسروا أثناء الحرب. وفي نهاية الشهر، أكدت إسرائيل وفاة لوك بناءً على اكتشاف جزء من جمجمة على الطريق المؤدي إلى خارج أرض المهرجان، مما يشير إلى أنها قُتلت أثناء الهجوم، أثناء محاولتها الهرب. في 17 مايو 2024، أعلن الجيش الإسرائيلي العثور على جثتها في نفق في غزة، وتم دفنها في مسقط رأسها مستوطنة سريجيم بعد يومين.